# エドゥアルト・ツェラー

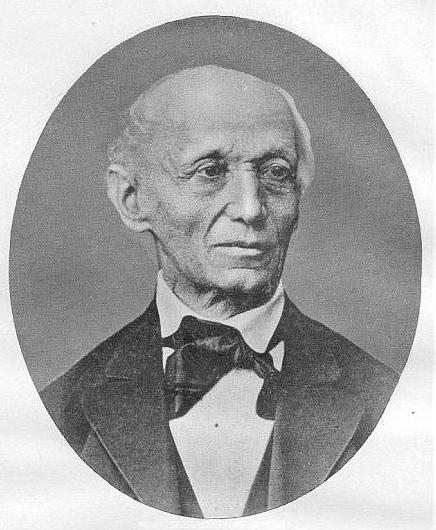
Eduard Zeller

エドゥアルト・ゴットロープ・ツェラー（Eduard Gottlob Zeller, 1814年1月22日 - 1908年3月19日）は、ドイツの哲学者・哲学史家・神学者。ギリシア哲学史研究の草分けの一人。

## 人物
1814年ヴュルテンベルクのシュタインハイム・アン・デア・ムルに生まれる。テュービンゲン大学に学び、1836年プラトン『法律』についての論文で博士号取得。1840年からテュービンゲン大学の私講師を務め、1847年からベルン大学、1849年からマールブルク大学、1862年からハイデルベルク大学、1872年から1895年ベルリン大学で教授を務める。1908年シュトゥットガルトにて没する。
神学者のフェルディナント・バウアはテュービンゲン大学での師にして妻の父、哲学史家のクーノ・フィッシャーはハイデルベルク大学の後任にあたる。ベルリン大学での受講生に社会学者のゲオルク・ジンメルがいる。

## 業績
哲学者としては、ヘーゲル学派第二世代およびヘーゲル中央派、のち新カント派に属する。神学者としてはテュービンゲン学派に属する。
哲学史家としては、ソクラテス以前の哲学者や、ヘレニズム哲学・ローマ哲学・新プラトン主義などの叙述を開拓したことで知られる。

## 日本との関わり
同時代人のフィッシャーやシュヴェーグラーと同様、ツェラーの哲学史は日本の学界にも影響を与えた。とくに、ドイツに留学した井上哲次郎や桑木厳翼はツェラーに直接師事した。その他、大西祝、蟹江義丸、大島正徳、川田熊太郎らに受容された。

## 著作

### 日本語訳
- Grundriss der Geschichte der griechischen Philosophie, 1883 (12th ed. 1920)
  - 白根孝之訳『西洋古代哲学史 上』全2冊、中和書院、1936年、NDLJP:1244246
  - 大谷長訳『ギリシャ哲学史綱要』未来社、1955年、NDLJP:2974314